# White Liar
«White Liar» — песня американской кантри-певицы Миранды Ламберт, вышедшая в качестве 2-го сингла с третьего студийного альбома Ламберт Revolution (2009).
Сингл достиг второго места в кантри-чарте Hot Country Songs, став для Ламберт самым высоким достижением на тот момент, а в мае 2013 года получил платиновую сертификацию RIAA в США. За исполнение песни Ламберт получила несколько номинаций ACM Awards и CMA Awards.

## История
Сингл вышел 17 августа 2009 года на студии Columbia Nashville и получил положительные отзывы музыкальной критики и интернет изданий: «Country Universe», «Roughstock».
"White Liar" удостоился трёх номинаций от Академии кантри-музыки (Single of the Year, Song of the Year, Video of the Year) на церемонии 2010 года Academy of Country Music Awards; в итоге Ламберт выиграла Видео года. Также песня заняла 11-е место в списке Лучших кантри-песен 2009 года Best Country Songs of 2009 издания Engine 145 и 35-е место в списке Лучших синглов 2009 года Top 40 Best Singles of 2009 издания Roughstock.
Музыкальное видео было снято режиссёром Chris Hicky, а премьера прошла 2 октября 2009 года на канале CMT.
К маю 2013 года тираж сингла превысил 1,2 млн копий в США.

## Награды и номинации
| Награда               | Категория                | Результат |
| --------------------- | ------------------------ | --------- |
| 44-я CMA Awards       | Song of the Year         | Номинация |
| 44-я CMA Awards       | Single of the Year       | Номинация |
| 44-я CMA Awards       | Music Video of the Year  | Номинация |
| 2010 CMT Music Awards | Video of the Year        | Номинация |
| 2010 CMT Music Awards | Female Video of the Year | Победа    |
| 45-я ACM Awards       | Song of the Year         | Номинация |
| 45-я ACM Awards       | Single of the Year       | Номинация |
| 45-я ACM Awards       | Video of the Year        | Победа    |

## Чарты
| Чарт (2009-10)                      | Высшая позиция |
| ----------------------------------- | -------------- |
| США (Billboard Hot Country Songs)   | 2              |
| США (Billboard Hot 100)             | 38             |
| Канада (Billboard Canadian Hot 100) | 67             |

## Сертификации
| Регион | Сертификация | Продажи   |
| --- | ------------ | --------- |
| США (RIAA) | Платиновый   | 1 000 000 |
| * Данные о продажах приведены только на основе сертификации. ^ Данные о тиражах приведены только на основе сертификации. |              |           |